# Планета людей
«Планета людей» (фр. Terre des hommes) - документально-публіцистична книга письменника Антуана де Сент-Екзюпері, опублікована в 1939 році. Книга присвячена льотчику Анрі Гійоме. Оповідання ведеться від першої особи.

## Аналіз сюжету
Книга відкривається нарисом "Лінія"; в ній автор згадує про початок роботи на авіалінії «Латекоер», підготовку до першого польоту та поради, які напередодні «бойового хрещення» дав йому Анрі Гійоме, який уже вивчив найскладніші маршрути та посадкові майданчики. Це був цікавий урок географії: досвідчений пілот розповідав про апельсинові дерева, що ростуть поблизу Гуадіса, про жителів маленької ферми неподалік Лорки, про тридцять забіякових баранів, що пасуться на лузі; карта Іспанії після занять з Гійом набула казкового вигляду.
Історія про відвагу самого Гійом включено в розділ «Товариші». Вирушивши взимку в рейс через Анди, льотчик зник на кілька діб; пошуки нічого не привели; навіть чилійські контрабандисти, які зазвичай легко погоджуються за кілька франків створити рятувальну групу, відмовилися в таку погоду йти на вершини. Пізніше з'ясувалося, що під час сильного бурану Гійом довго шукав майданчик для посадки. Йому вдалося приземлитися в районі озера Лагуна Діаманте. У кабіні своєї машини, обклавшись поштовими мішками, він довго перечікував хуртовину, а потім протягом п'яти днів без льодоруба і їжі пересувався при сорокаградусному морозі через гірські перевали.
Сприймаючи літак як «зброю пізнання», автор детально описує свої спостереження через вікно ілюмінатора, у якому картинки змінюють одна одну (глава «Літак і планета»). На шляху до Магелланової протоки можна побачити потоки застиглої лави, що придушили рівнину — залишки вулканічних вивержень. Потім йдуть стародавні вулкани, в кратерах яких ростуть дерева; пізніше з'являється стихійна буйна зелень, що змінюється садами та фонтанами Пунта-Аренас — найпівденнішого міста на планеті (на 2018 рік —  населення понад 100 тис.).
Розповідаючи про Сахару (глава «У пустелі»), Екзюпері згадує зустріч зі старим сержантом, що несе службу на відрізаному від світу форті Нуакшот в Мавританії. Пілотів, які після аварії потрапили до нього в будинок, господар зустрів як найдорожчих гостей. Плачучи від радості, сержант повідомив, що люди, які доставляють провізію, з'являються у його укріплені раз на півроку, і всі ці місяці він живе очікуванням на зустріч.
Глава «У серці пустелі» — це історія у тому, як у умовах поганої видимості літак, керований Екзюпері, врізався у піски. Під час аварії бак розбився, бензин витік, води у термосі майже не лишилося. Трохи кави та білого вина, гроно винограду та один апельсин – цих запасів у пустелі вистачило на кілька годин. Разом із напарником — механіком Прево — Екзюпері намагався вибратися з піщаної пастки, але куди б вони не йшли, скрізь бачили лише нескінченну пустелю. Вдень вона висушувала їхні тіла, вночі пронизувала крижаним вітром. Один за одним виникали міражі. Знесилені мандрівники вже падали кожні п'ятдесят метрів. Нарешті вони натрапили на слід людської ноги і зрозуміли: порятунок десь поруч. Бедуїн з верблюдом, що з'явився через пагорб, був сприйнятий ними як якийсь бог, що йшов водами. Притулившись до поданого їм тазу з водою, вони довго не могли вгамувати спрагу і дивувалися тому, що раніше не цінували це «нескінченне просте щастя».
Загалом книга є роздумом автора про життя та призначення людини. Зокрема, Сент-Екзюпері у зв'язку зі своїм досвідом журналіста на громадянській війні в Іспанії пише про фронтове братерство як спосіб подолати сіру буденність життя. Але він робить висновок, що війна — це лише сурогат істинного існування.

## Переклад українською
- Антуан де Сент-Екзюпері «Планета людей та інші твори» — Antoine de Saint-Exupéry, TERRE DES HOMMES — (укр.переклад Анатоль Перепадя, Лабораторія, 2024)[2]

1. ↑  Freebase Data Dumps — Google.
2. ↑  Планета людей та інші твори. laboratoria.pro (укр.). Процитовано 3 липня 2024.

| Прапор Франції | Це незавершена стаття про Францію. Ви можете допомогти проєкту, виправивши або дописавши її. |